# Hureiz
Hureiz (àrab: حريز, Ḥurayz) és una vila palestina de la governació d'Hebron, a Cisjordània, situada 7 kilòmetres al sud-est d'Hebron. Segons l'Oficina Central Palestina d'Estadístiques tenia 996 habitants el 2006. Les instal·lacions d'atenció primària de salut del poble es troben a Zif designades pel Ministeri de Salut com a nivell 1 i també a Yatta, nivell 3.